# Château d'Augerville
Le château d'Augerville est un château français se situant dans la commune d'Augerville-la-Rivière, dans le département du Loiret et la région Centre-Val de Loire.

## Histoire[2]
(juin 2012).

### Du lieu-dit au fief
C'est au XIIe siècle qu'est cité pour la première fois le nom d'Augerville, alors un simple lieu-dit, dans une Charte de 1119. Dès 1207, Augerville devient un fief lorsque le chevalier Philippe d'Augerville avec ses fils Thibault et Louis y bâtissent un fortin flanqué d'un colombier. Louis d'Augerville mourra en 1248 sans descendance, si bien que son fief est racheté par les frères Pierre et Dreux de Beaumont, chevaliers de haut lignage descendants d'un chambellan de Robert le Pieux, eux-mêmes chambellans de Saint Louis et de Charles Ier d'Anjou, roi de Naples et de Sicile.
À la fin du XIIIe siècle, Pierre-de-Beaumont fait édifier, avec son frère Dreux, un château fort. En 1290, le fils de Dreux, Jehan de Beaumont, seigneur d'Augerville et maître du palais royal sous les rois Philippe IV le Bel et Louis X le Hutin, hérite du château d'Augerville, qu'il agrandit.

### Guerre de Cent ans
Durant la guerre de Cent Ans, le fils de Pierre-de-Beaumont, Jean III de Beaumont, prend le parti des Anglais. Il est condamné à mort par le prévost de Paris et exécuté le 6 septembre 1367. Ses biens, confisqués, sont administrés par le comte de la Rivière, puis restitués à sa veuve, Jeanne de Courtenay. Celle-ci meurt sans descendance, c'est pourquoi une branche familiale voisine reprend le fief et le château d'Augerville en 1403, en la personne de Jean-de-Beaumont. À sa mort, son frère Pierre-de-Beaumont hérite du château d'Augerville, mais doit fuir l'occupation anglaise, assistant impuissant au démantèlement de son fief, qui est redistribué par l'occupant anglais à des Français reniés, autrement dit partisans du roi d'Angleterre. 

### XVesiècle
Au XVe siècle, faute d'entretien et du fait des pillages, le château d'Augerville devient une ruine que rachète Jacques Cœur qui, en tant que grand argentier du roi Charles VII, a coutume de racheter les fiefs abandonnés après la guerre de Cent Ans pour les remembrer à sa guise.
L'achat du château d'Augerville par Jacques Cœur en 1452 correspond à l'apogée du ministre, mais il n'aura pas le temps d'y séjourner. En effet, traduit devant la justice royale pour malversations, il est condamné à l'exil, où il mourra, et voit ses biens confisqués en 1453.
Après dix ans de séquestre, en 1463, son fils Geoffroy loue une partie du fief, privé qu'il est de l'héritage paternel. Geoffroy Cœur meurt en 1488, léguant le château d'Augerville à son fils Jacques II Cœur qui, ayant accès à l'héritage de son grand-père, dilapide sa fortune.

### XVIesiècle

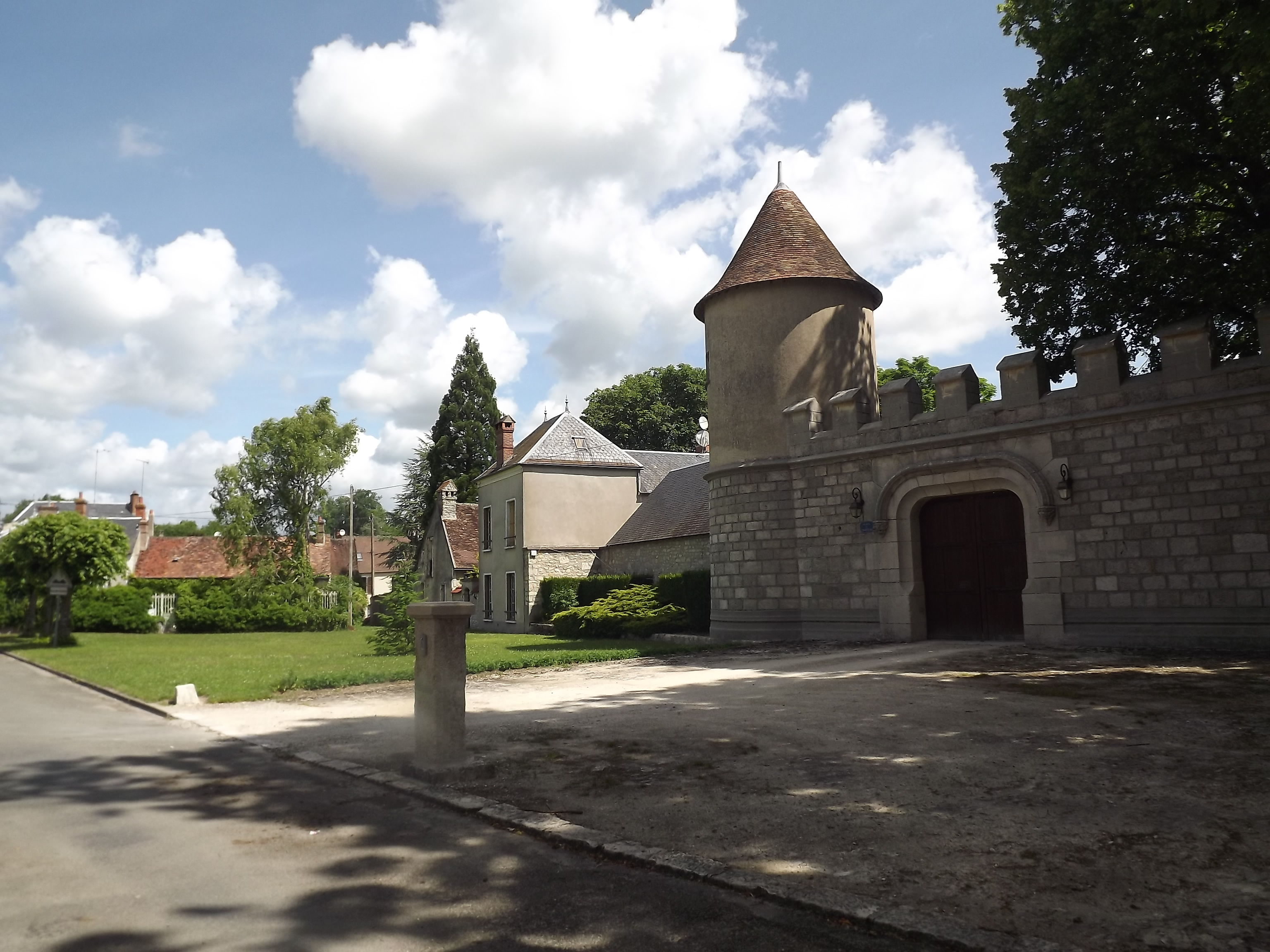
Tour située sur le mur d'enceinte extérieur.

Jacques II Cœur meurt en 1505, sans descendance, sa sœur Marie Cœur hérite donc du château et fief d'Augerville. Cette dernière fait rénover l'église, le village et le château d'Augerville grâce à la création d'un marché et de deux foires à Augerville-la-Rivière par le roi Louis XII, dès 1508. Grâce à cette source de revenus, le village et le château d'Augerville sont ceints de nouveaux remparts et l'église est dotée d'une nouvelle cloche, dédiée à la Vierge et à Marie Cœur. En 1557, elle sera inhumée en l'église d'Augerville-la-Rivière.
Le fils de Marie Cœur, Jean Luillier, hérite du château et fief d'Augerville-la-Rivière mais n'y séjourne guère, accaparé qu'il est par les charges de maître des comptes du roi, prévost des marchands de Paris et président de la Chambre des comptes. Toutefois, le château d'Augerville accueille le 17 septembre 1562, Catherine de Médicis et le jeune roi Charles IX.
Jean Luillier meurt en 1563 à Paris, léguant le château et fief d'Augerville à son fils Nicolas, qui n'y séjourne pas non plus, accaparé comme son père par les charges de prévost des marchands de Paris, président de la Chambre des comptes du roi, conseiller au Conseil d'État et Conseil privé du roi et lieutenant général du Châtelet. Ce haut fonctionnaire rédige toutefois l'aveu de dénombrement, c'est-à-dire l'inventaire des biens du fief d'Augerville-la-Rivière, daté du 30 juin 1582. On y apprend que la seigneurie d'Augerville comporte les droits de haute, moyenne et basse justice et qu'elle relève de la châtellenie royale de Grez-sur-Loing. Toujours selon l'aveu de dénombrement, le château d'Augerville est alors ceint de murs et de douves, alimentées par la rivière d'Essonne. Il comporte un jardin, une cour, une grange, un auditoire, un colombier, plus de cinquante arpents de bois et prés et dix arpents de garenne. À cela s'ajoutent les terres louées aux habitants, soit six arpents de vigne, cinq arpents de bois et plusieurs de prés (un arpent équivaut à un quart d'hectare). À titre d'impôt, le fief d'Augerville-la-Rivière verse chaque année au suzerain, monsieur de Nemours, deux muids de tous grains pour le champart (prélèvement d'un douzième de la récolte), deux muids de blé pour les baux des deux moulins, soixante chapons et trois poules. 
En 1588, Nicolas II Luillier, seigneur d'Augerville, hérite du fief et château de son père et aussi de la charge de conseiller du roi, qui lui fait préférer Paris et délaisser Augerville-la-Rivière.

### XVIIesiècle

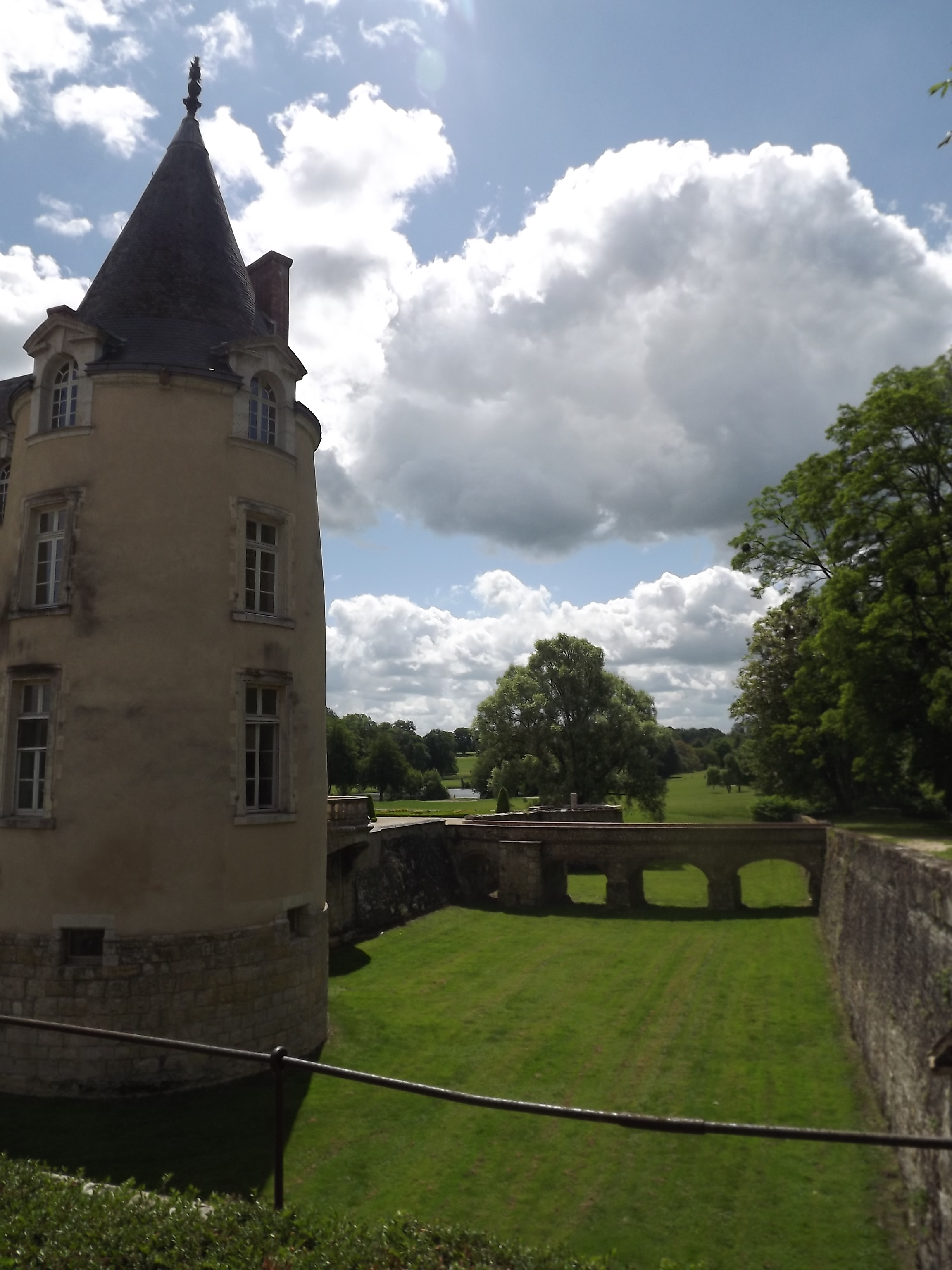
Tour droite du château et vue des douves vides et d'une partie du golf.

Nicolas II Luillier lègue en 1618 le château en ruines à sa fille unique, Louise Luillier. L'héritière est attaquée dès l'année suivante par son suzerain, monsieur de Nemours, devant le Parlement pour non-présentation de l'aveu de dénombrement, c'est-à-dire l'inventaire des biens du fief qui fixe les droits de succession. C'est dire le délaissement où Louise Luillier et son mari Henry de Balsac d'Entraygues mettent le fief et le château d'Augerville-la-Rivière. Cette négligence durera jusqu'au 22 octobre 1637, date à laquelle le Parlement de Paris condamne par décret les époux de Balsac d'Entraygues à payer leurs droits de mutation par le biais d'une vente amiable.
L'acquéreur du château et du fief est François Sabatier, Secrétaire du roi et Trésorier général de France. Il agrandit le fief en rachetant la seigneurie d'Heurtebise, puis un marais et deux garennes et il clôt de murs le domaine. Cependant, les terres sont dans un tel état d'abandon que François Sabatier ne peut faire face à l'entretien du château et fief d'Augerville, qui seront saisis par décret du Parlement de Paris en 1644.
Cette même année, Jean Perrault de Montrevost, secrétaire et intendant du prince de Condé, puis de son fils le Grand Condé, achète le fief et le château. Les façades et les appartements du château sont refaits à neuf, tandis que deux ailes de communs sont ajoutées, le colombier et la grange rebâtis et une cour est tracée, entourée de bâtiments agricoles.

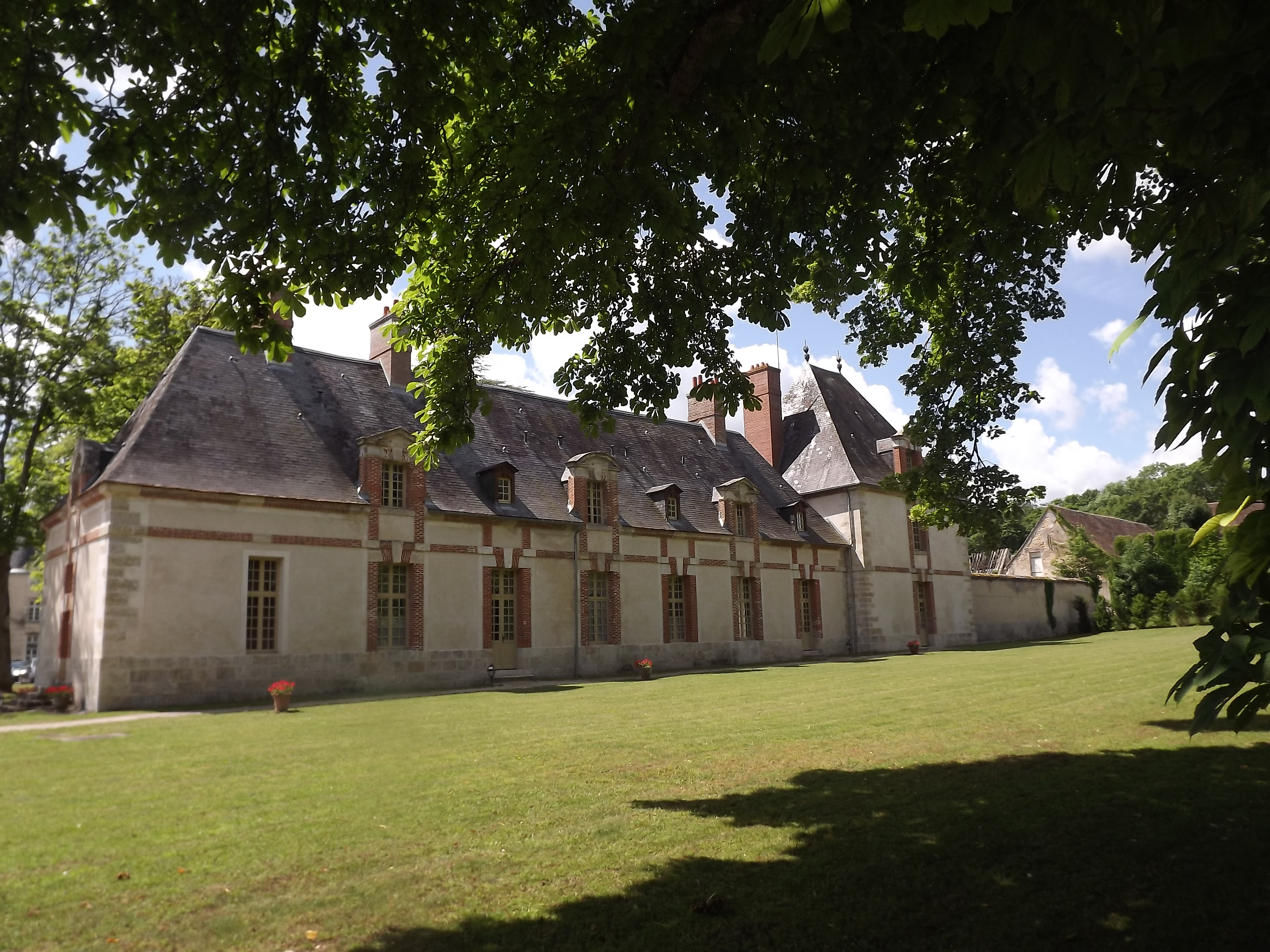
Aile droite de communs.

En 1649, l'achat de terres à Orville agrandit le fief, qui compte désormais 370 arpents ceints de remparts, tandis qu'une chambre du château est réservée à l'année, ainsi qu'un valet, au prince de Condé. Jean Perrault de Montrevost achète la charge de président de la Chambre des comptes de Paris, où il  acquiert un hôtel particulier mais passe le plus clair de son temps à Augerville-la-Rivière, dont le château et le fief, restaurés, agrandis et embellis, font l'admiration de ses contemporains.
Ainsi, maître Pierre Chamault, notaire à Heurtebise, qui relate que le château : « comporte un grand corps de logis de plusieurs salles, chambres, cuisines, offices et autres bâtiments, quatre tours en chaque coin dudit château couvert d'ardoises, pont levier et porte cochère, entouré de grands fossés à fond cuvier. La grande rivière passe entre les deux parcs, sur laquelle rivière ont été bâtis depuis peu deux grandes passes. Le parc comporte une grande étoile sur laquelle aboutissent seize sentes. Au milieu existe une grande statue d'Orfée ». 
Toutefois, cet âge d'or du château d'Augerville est assombri dès 1650 par la disgrâce du Grand Condé, qui entraîne son secrétaire dans sa chute. Jean Perrault de Montrevost et son maître sont donc emprisonnés à Vincennes sur ordre du cardinal de Mazarin. Jean Perrault de Montrevost nomme alors son beau-frère intendant du château et fief d'Augerville-la-Rivière. Cette même année 1650, la princesse de Bourbon, entourée d'une poignée de fidèles, s'échappe du château de Chantilly et pousse jusqu'au château d'Augerville. Cependant, le château est vide et la fugitive reprend sa course. Cet abandon du domaine est de courte durée, puisque le président Perrault de Montrevost, libéré, est de retour à Augerville dès octobre 1650. 
Durant l'hiver 1651-1652, le prince de Condé, lui aussi libéré, séjourne au château d'Augerville-la-Rivière, où il attend la réponse d'Anne d'Autriche, régente de France, avec qui il a mené d'âpres négociations. Venu de Paris, le courrier de la régente, porteur d'un accommodement avec le prince de Condé, confond malheureusement Augerville et Angerville et se trompe de destination. Lassé d'attendre vainement une réponse, le Grand Condé part pour l'Espagne et prend la tête de la Fronde des princes.
Le 21 octobre 1652, Jean Perrault de Montrevost quitte Paris pour Augerville-la-Rivière avant le procès des princes. Il y passera les dernières années de sa vie, même après avoir regagné la faveur du roi Louis XIV. Ainsi, Jean Perrault de Montrevost est souvent mentionné comme parrain dans les registres paroissiaux mais, désireux de rétablir les droits féodaux, dont la corvée, sur sa seigneurie d'Augerville-la-Rivière, il se heurte à l'hostilité des habitants, peu désireux de se plier à des règles tombées en désuétude. Finalement, le roi Louis XIV lui donne gain de cause en 1656. Dès lors, Jean Perrault de Montrevost a la folie des grandeurs : il achète les terres de Milly pour 220 000 livres en 1658. Néanmoins, incapable de faire face aux charges d'entretien de sa seigneurie, Jean Perrault de Montrevost voit son fief saisi en 1676 et tente vainement de la récupérer jusqu'à sa mort, en 1681.

### XVIIIesiècle
Jeanne-Marie Perrault de Montrevost, épouse du marquis de Beaupoil de Sainte-Aulaire est la fille illégitime de Jean Perrault de Montrevost. Elle n'héritera du château et du fief d'Augerville qu'après un accord amiable passé avec la famille paternelle en 1720.
Son arrière-petit-fils, Marc Antoine Front de Sainte-Aulaire, seul héritier du château et fief d'Augerville-la-Rivière, meurt en 1761, à l'âge de 21 ans. Dès lors, le château et fief d'Augerville échoient à son cousin Jean-Louis Antoine Dulau, chevalier d'Allemans. L'aveu de dénombrement établi alors révèle que le fief s'étend sur 39 paroisses et compte 10 moulins, pour un revenu annuel de 10 000 à 12 000 livres.
Le chevalier Dulau d'Allemans ne séjourne qu'exceptionnellement au château d'Augerville-la-Rivière. Ainsi, seul le mariage de son fils Armand Marie Dulau d'Allemans avec Marie Claude Murat de Montfort, le 15 février 1770, l'y ramène. Dès le lendemain des réjouissances, le château d'Augerville-la-Rivière retombe dans sa torpeur, Jean-Louis Antoine Dulau, chevalier d'Allemans ayant délégué le recouvrement des taxes paysannes aux fermiers, son notaire seigneurial faisant office de régisseur et de receveur du fief. Le chevalier Dulau d'Allemans ne daigne même pas se déplacer pour l'inauguration des nouveaux vitraux de l'église d'Augerville-la-Rivière.  
La famille Dulau d'Allemans est rattrapée par la tourmente le 3 septembre 1792. Ce jour-là, le frère du chevalier Dulau d'Allemans, Jean-Marie Dulau, archevêque d'Arles, ancien député du clergé aux États Généraux de 1789, est le premier ecclésiastique massacré à Paris, en l'église des Carmes. Conséquence : la famille Dulau d'Allemans émigre à l'étranger, le château et fief d'Augerville-la-Rivière étant mis sous scellés par les commissaires du Directoire de Pithiviers, le 24 octobre 1792. Le notaire seigneurial René Prou est nommé gardien du château et régisseur du fief, lequel est divisé en 36 lots, vendus aux enchères aux habitants. 
Elisabeth Vergès, épouse du chevalier Dulau d'Allemans et ancienne maîtresse des lieux, ne peut empêcher le démantèlement du fief d'Augerville-la-Rivière, malgré ses démarches auprès des administrateurs du district de Pithiviers et du département du Loiret. Le notaire seigneurial ayant fait parvenir à Elisabeth Vergès le piano du château, cinq paires de draps, cinq dindes et des poules, est démis de ses fonctions et remplacé par le garde bois. Ce dernier est impuissant à empêcher le pillage du fief et du château par les habitants des environs et les rôdeurs. Même les officiers de la gendarmerie de Nemours se mettent de la partie et vident cinquante bouteilles de vin en une seule journée de mars 1793, après être entrés par effraction dans la cave.

### XIXesiècle

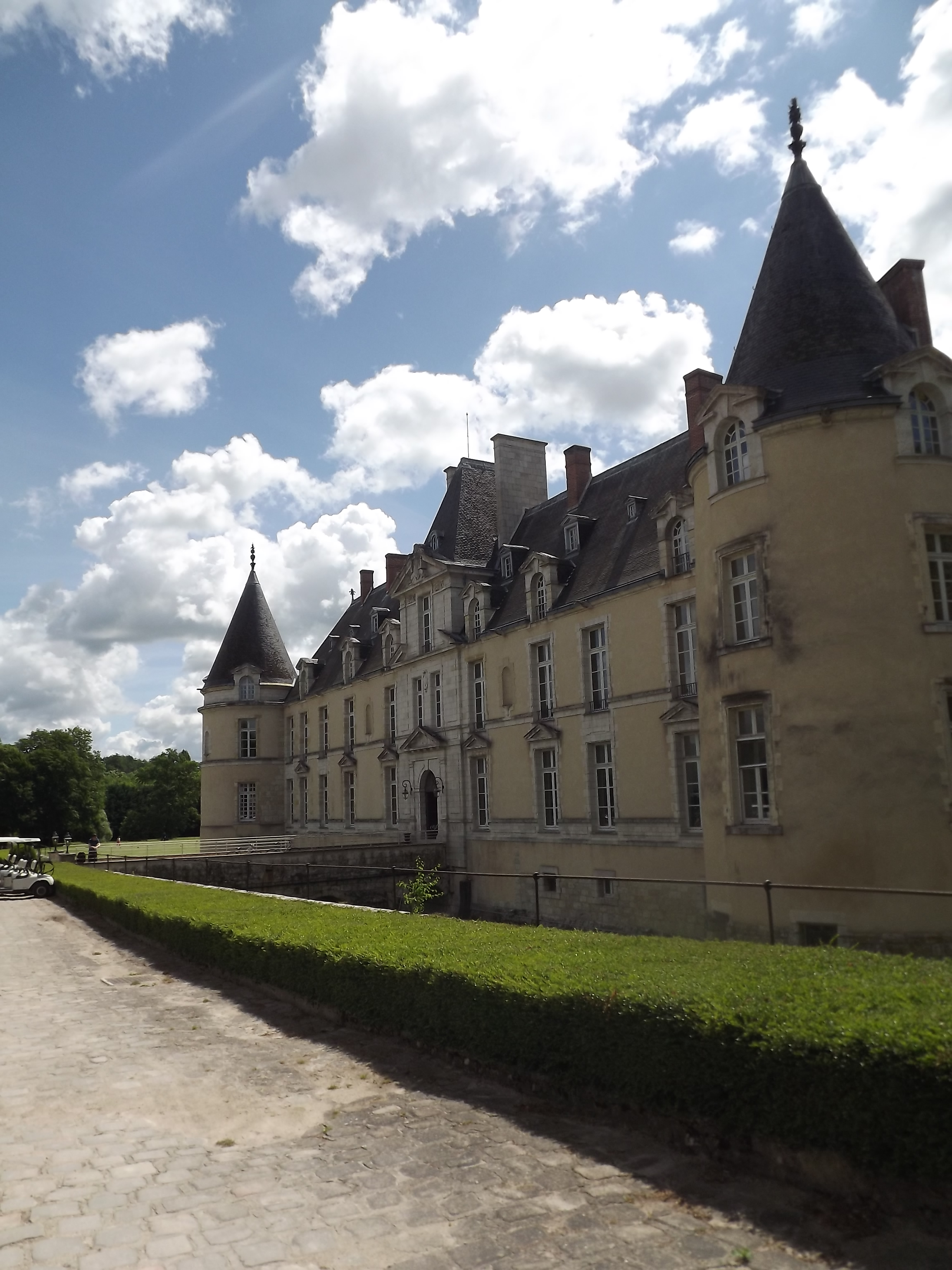
Douves et pont en pierre.

En 1802, lorsque la famille Dulau d'Allemans regagne la France, elle constate la ruine du château et du domaine d'Augerville-la-Rivière et, incapable de les restaurer, vend le tout aux époux de Salgues en 1810.
Ceux-ci, à leur tour insolvables, revendront château et domaine à Joseph Prévost, bourgeois parisien, en 1813.
Après la retraite de Russie, la France est envahie. Les cosaques investissent le Gâtinais et Augerville-la-Rivière en 1814. Le châtelain Joseph Prévost organise alors la résistance augervilloise et fait massacrer un détachement du général Platow. Joseph Prévost et les Augervillois font disparaître les cadavres de chevaux et d'hommes dans les douves du château et, lorsque l'expédition punitive fond sur Augerville-la-Rivière, on dit aux envahisseurs que le massacre de cosaques a eu lieu à Heurtebise, un village voisin, qui est rasé le jour même.
Ce fait d'armes n'empêche pas Joseph Prévost d'être à court d'argent et de vendre le château et domaine d'Augerville-la-Rivière au marquis de Beaunay et à son épouse Victoire Carrefour de La Pelouze, en 1818.
Ces derniers seront à leur tour incapables d'entretenir le château, qui sera de nouveau vendu par adjudication par maître Pierre Chaulin, notaire à Paris en 1825. Il décrit le château comme ayant quarante-six pièces sur trois niveaux, la façade du midi donnant sur le parc comportant trente-quatre ouvertures, dont trois portes d'entrée, la façade septentrionale comportant trente ouvertures donnant sur la cour d'honneur. Entre le château et le parc se trouve un parterre prolongé de deux tours rondes. À cela s'ajoutent de très belles caves et des douves de dix-huit mètres de largeur sur dix de profondeur, que l'on franchit par trois ponts, dont un pont levis et un pont de pierre. Le château est alors acheté par l'avocat et député royaliste Pierre-Antoine Berryer qui dépensera son temps et sa fortune à remanier le château d'Augerville. Le château devient le théâtre de fêtes, où se pressent compositeurs, écrivains et peintres de renom. Ainsi, durant quarante-trois ans, Chateaubriand, Alexandre Dumas fils, Franz Liszt, Rossini, Alfred de Musset et Eugène Delacroix séjourneront au château d'Augerville.
À la mort de Pierre Antoine Berryer, le château d'Augerville-la-Rivière est vendu par adjudication à sa sœur, la duchesse de Riario Sforza, qui épuise sa fortune à éponger les dettes de son frère et à embellir le château, dont la façade nord est alors ornée de frontons et de statues.
À la mort de la duchesse de Riario Sforza, son neveu Pierre Clément Berryer hérite du château d'Augerville-la-Rivière et meurt sans descendance en 1879, d'où la vente du château et du domaine aux enchères publiques, le 8 août 1879. L'acquéreur, le comte de Madre, meurt six semaines après son achat, sa femme et sa fille laissent le château et le domaine à l'abandon et concluent une vente amiable avec le comte de Pange, pour 300 000 francs, en 1912.

### XXesiècle

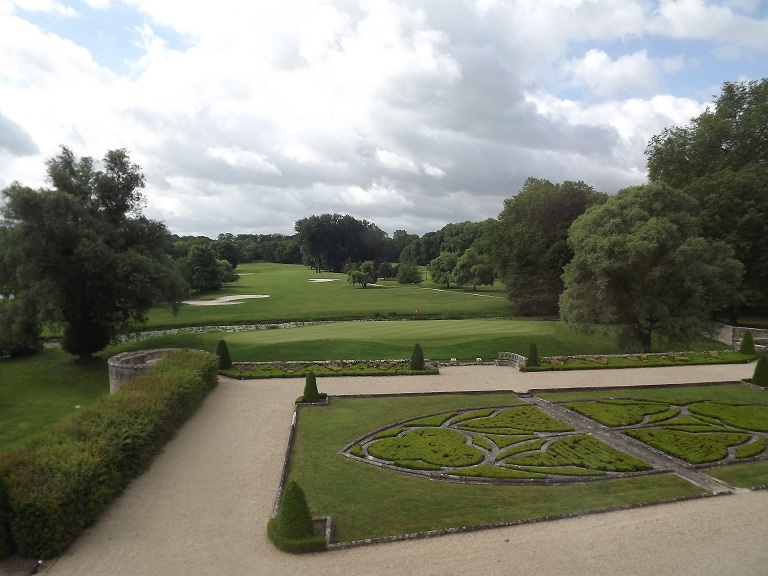
Vue du golf depuis le premier étage du château.

Le comte de Pange remet en état les façades, les jardins et les terres, si bien qu'il revend le château et domaine d'Augerville-la-Rivière à l'industriel parisien Félix Mouton (1876-1968), roi du fil de fer, pour 500 000 francs à l'automne 1919. Ce dernier refait les appartements à neuf, transforme les écuries en garages et agrémente le parc d'un tennis.
À l'été 1926, il vend le château et domaine d'Augerville-la-Rivière à Mme Belmont, milliardaire américaine. Celle-ci remplace l'escalier de fer forgé, transfère les cuisines au sous-sol, transforme les douves en étang, métamorphose les garages en un appartement, ajoute un mur crénelé autour du château pour rappeler l'Hôtel de Cluny à Paris et aménage un bowling, l'un des premiers de France, dans l'un des pavillons du parc.
Madame Belmont meurt en 1933 et lègue le château à sa fille, Consuelo Vanderbilt, épouse de Jacques Balsan, qui vend le tout à la société suisse Balmagera, à l'hiver 1937.
L'actionnaire majoritaire de Balmagera, le docteur Kopp, chimiste allemand, habite dès cette époque les communs, le château lui-même étant inoccupé. Durant la Seconde Guerre mondiale, il devient colonel dans la Wehrmacht et reste au château d'Augerville-la-Rivière après la Libération, jouissant au village d'une certaine popularité. 
Le docteur Kopp transforme la ferme du parc en haras, aménage un laboratoire dans les communs et signe une promesse de vente à René Sanselme, directeur de plusieurs théâtres parisiens, en décembre 1958. Cependant, l'affaire tourne mal et ses rebondissements font la une de la presse. Le docteur Kopp sera finalement arrêté en 1962 pour détention illégale d'armes de guerre et trafic d'héroïne, tandis que le château et le domaine d'Augerville-la-Rivière sont mis sous séquestre.
En septembre 1976, le mobilier est vendu aux enchères et le château et domaine adjugés à monsieur Dupont, qui a l'intention d'y créer un parc de loisirs. La municipalité d'Augerville-la-Rivière ayant obtenu le classement de la façade du château et des communs à l'inventaire supplémentaire des Monuments historiques, le parc de loisirs ne verra pas le jour. À défaut, monsieur Dupont aménage une boîte de nuit dans une aile des communs. C'est là que dans la nuit du 6 au 7 janvier 1986, un incendie criminel détruit la discothèque. À cette date, le château est inhabitable, car sa toiture à refaire laisse passer l'eau à maints endroits.
De 1986 à 1989, le château et le domaine d'Augerville-la-Rivière sont revendus deux fois.
Le château est aujourd'hui un hôtel de luxe agrémenté d'un golf.

## Classement
Les façades et toitures des communs et du pigeonnier sont inscrits à l'inventaire des Monuments historiques depuis le 20 août 1976.